# 山名持熙
山名 持熙（やまな もちひろ）は室町時代の武将。室町幕府侍所頭人を務めた山名時熙の次男。従五位下刑部少輔。兄に山名満時、弟に山名持豊（宗全）がいる。

## 生涯
元服時に将軍・足利義持と父・時熙より1字ずつ賜って持熙と名乗る。同26年（1419年）11月27日、従五位下刑部少輔に任じられる。翌年、家督後継者と目されていた兄・満時が没したため、この後、弟の持豊と家督を争うこととなる。持豊が父・時熙の側にいて行動することが多かったのに対して、持熙は対照的に将軍・義持の近習衆の一員として幕府に仕え、義持が没した際は、細川義之とともに納骨に従っている。新将軍・義教にも持熙は引き続き近習として仕え信任を得る。応永35年（1428年）、父・時熙が一時重篤な状態となり、後継者に持豊を指名しようとした際、義教は持熙を不憫に思い、三宝院満済に対して、管領・畠山満家と相談し、時熙を翻意させるよう命じている。この時は、時熙の容体が回復したため、後継者の決定は行われなかった。
しかし、永享3年（1431年）5月、持熙は義教の勘気を蒙り、家督相続の後ろ盾を失う。義教は、時熙の心中を思うと持熙を簡単に処罰することは憚られるので、このまま出仕させるか追放するかは時熙の判断に任せるとした。これにより持熙は京都を追われたようである。翌年からは持熙に代わって持豊が垸飯に出仕、更に永享5年（1433年）8月には義教から持豊の家督相続を認められている。永享7年（1435年）7月に時熙が没すると、持熙・持豊兄弟の確執が噂され、年末には持熙が上洛するという風説が流れている。
永享9年（1437年）7月11日、大覚寺義昭が大覚寺を出奔する事件が起きるが、この時、持熙が義昭に従っていたという噂が流れる。また、義昭の叛乱に「山名宮内少輔」が味方しているという噂も流れた。そして、噂通り持熙は挙兵し、7月25、26日に山名氏分国の一つ備後国へ乱入、国府城に立て籠もった。しかし、持豊の軍勢に敗れ持熙は討死、7月30日に首級は京都へ送られた。